# Sertifera
Sertifera é um género botânico pertencente à família das orquídeas (Orchidaceae). Foi proposto por Reichenbach. f. sobre material de John Lindley, em Linnaea 41: 63, em 1877, quando descreveu a Sertifera virgata.
Sertifera é um gênero aparentado com Elleanthus, composto por oito espécies de tamanho médio ou pequenas, em regra humícolas, de crescimento cespitoso, distribuídas principalmente pelas florestas sombrias do noroeste andino. Apenas uma  espécie registrada para o Brasil.
São plantas de rizoma curto que no porte geral lembram muito Elleanthus, porém com caules mais espessos e menos lineares, algo tricomatosos e mais curtos. O caule é simples ou pouco ramificado, ereto ou em posição ascendente. folhas alternadas, de formas oblongas ou lanceoladas, bastante espessas e plicadas como em Psilochilus; inflorescências múltiplas, uma por folha, brotando dos nós internos onde se inserem as folhas, maleáveis, arqueadas, largas e achatadas como uma fita, na extremidade com algumas flores globulares com brácteas inconspícuas.
flores bastante pequenas, abrindo em seqüência, mas várias ao mesmo tempo, algo aglomeradas, de cores variáveis. sépalas similares oblongas com a ponta levemente acuminada, côncavas e coniventes, não se abrem formando um pequeno globo de onde somente escapam as margens terminais do labelo; As pétalas menores que as sépalas, ovais e côncavas, concorrendo para dar a flor seu aspecto globular. O labelo, preso pelas sépalas e pétalas, envolve a coluna.